# Wohn- und Geschäftshaus Marktstraße 163 (Loitz)

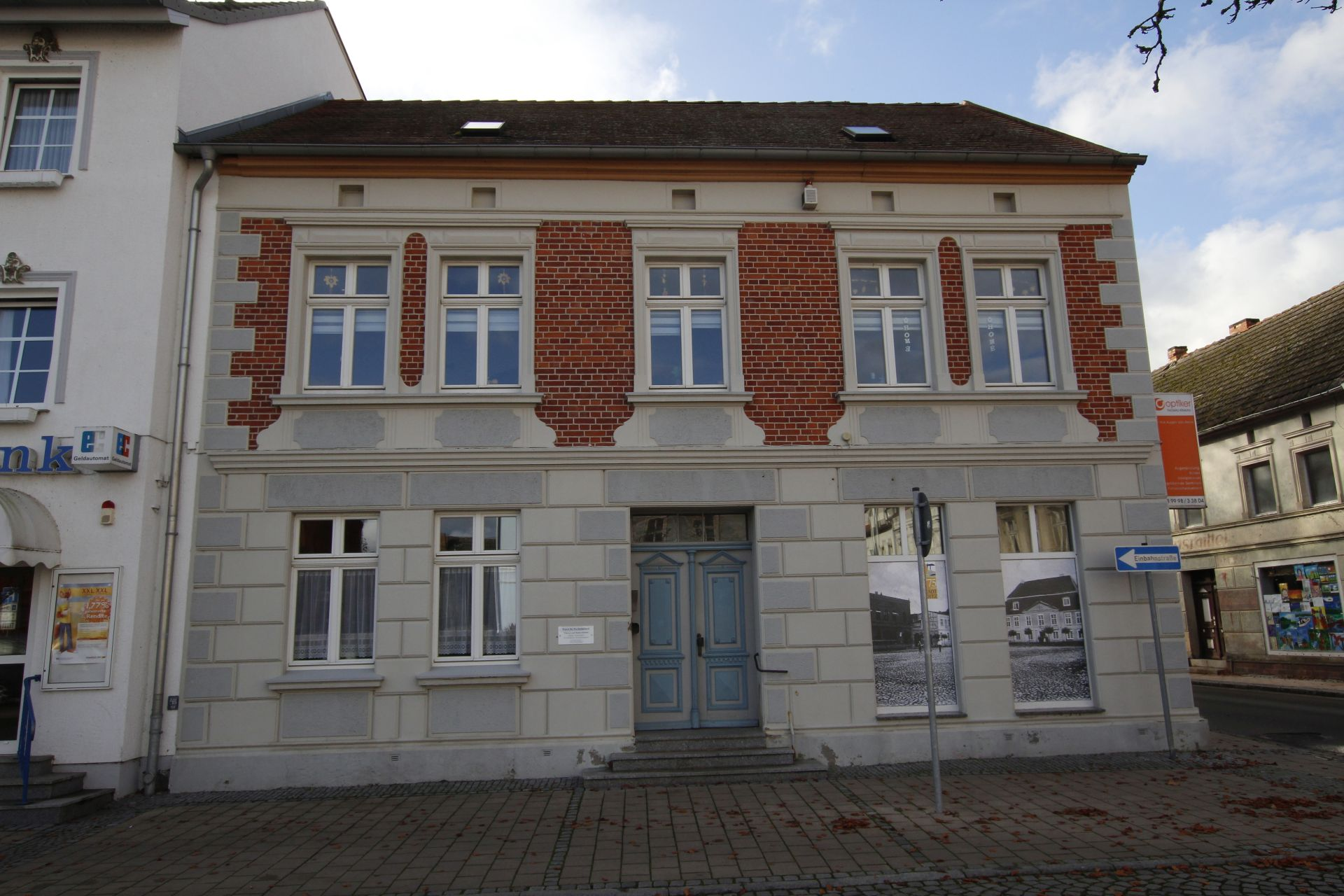

Das Wohn- und Geschäftshaus Marktstraße 163 in Loitz wurde 1884 gebaut.
Das Gebäude steht unter Denkmalschutz.

## Geschichte

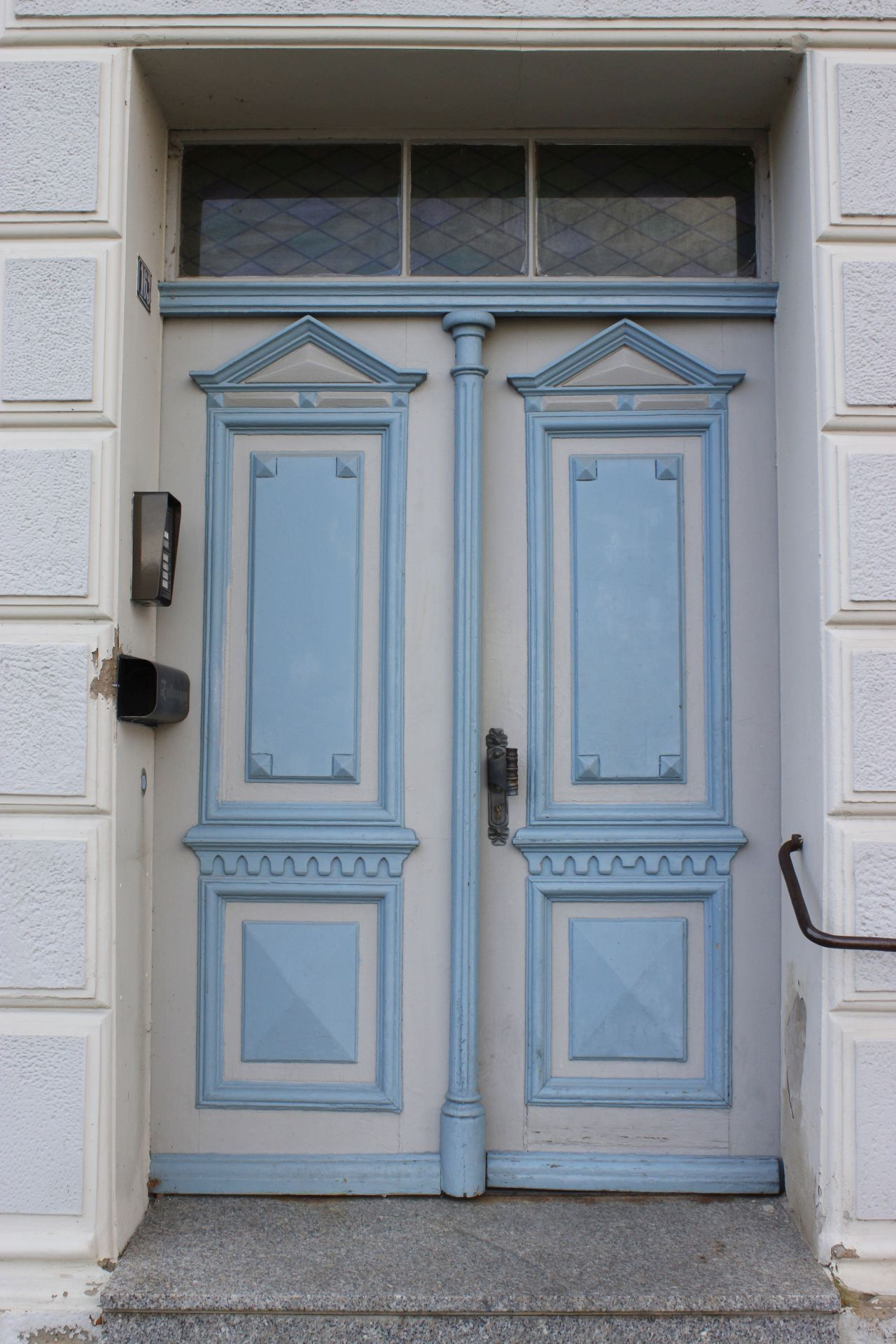
Haustür

Das zweigeschossige historisierende Wohn- und Geschäftshaus mit quadriertem Putz im Erdgeschoss und Klinkerfassade im Obergeschoss sowie der bemerkenswerten Haustür steht am zentralen Markt. Es wurde 1996/97 im Rahmen der Städtebauförderung saniert.